# Robert Stephenson

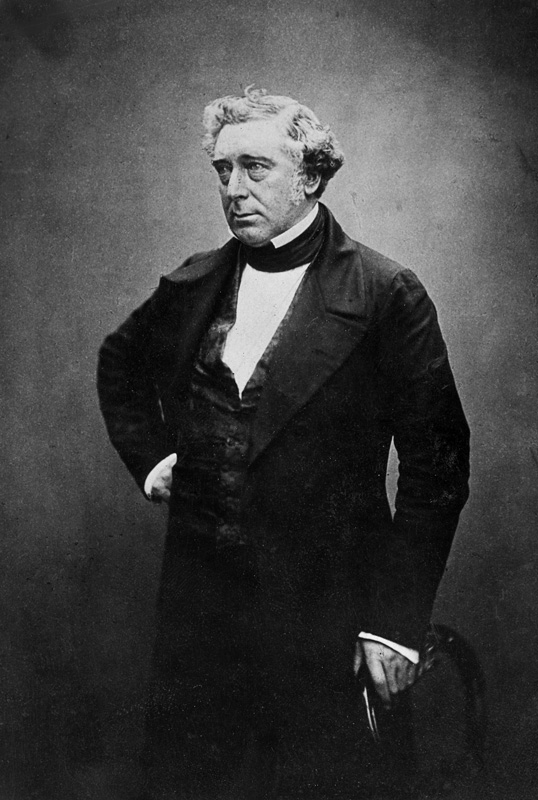
Robert Stephenson

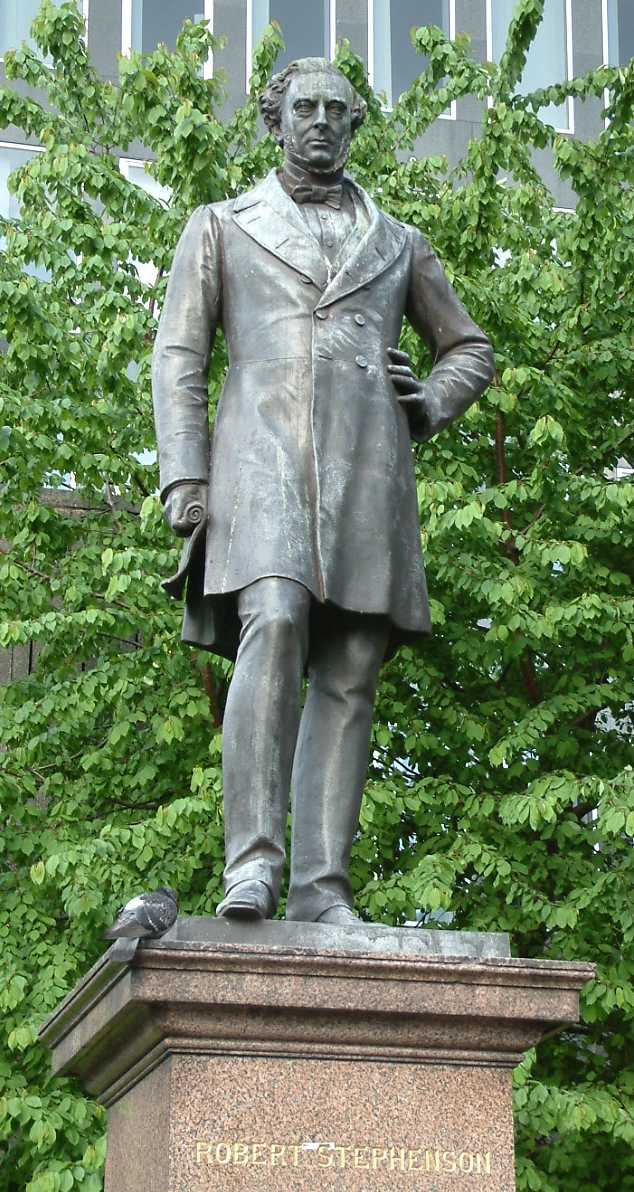
Denkmal für Robert Stephenson vor dem Bahnhof Euston in London

Robert Stephenson (* 16. Oktober 1803 in Willington Quay; † 12. Oktober 1859 in London) war ein britischer Ingenieur. Er war der einzige Sohn des Lokomotivkonstrukteurs und Eisenbahningenieurs George Stephenson. Viele Errungenschaften, die oft fälschlicherweise George Stephenson allein zugeschrieben werden, sind in gemeinsamer Arbeit entstanden.

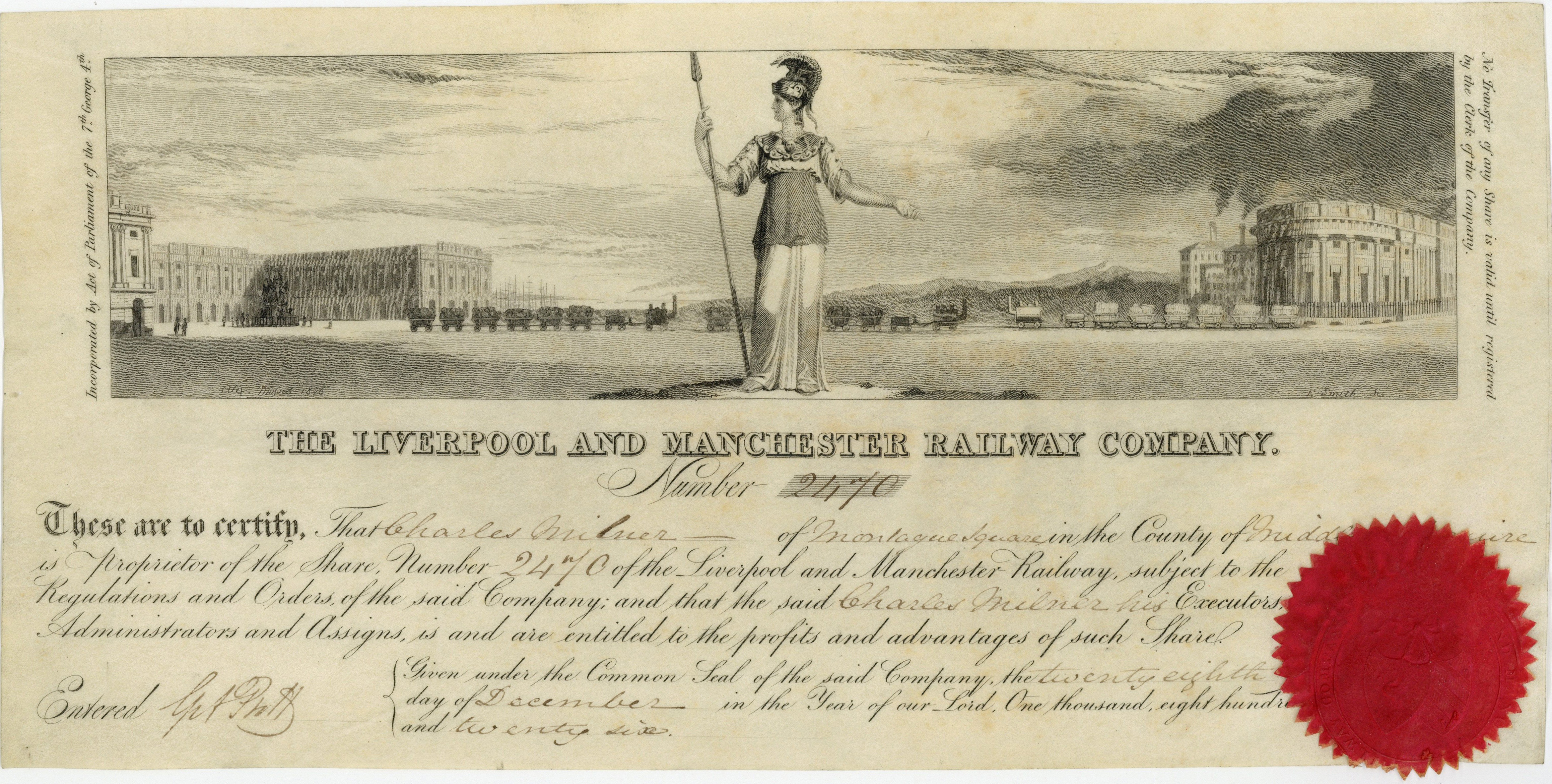
Gründeraktie der Liverpool and Manchester Railway Company, gedruckt auf Pergament, ausgegeben am 28. Dezember 1826. Die Grafik veranschaulicht die Verbindung zwischen Liverpool (links Liverpool Exchange) und Manchester (rechts Manchester Exchange) unter dem Schutz der Göttin Britannia.

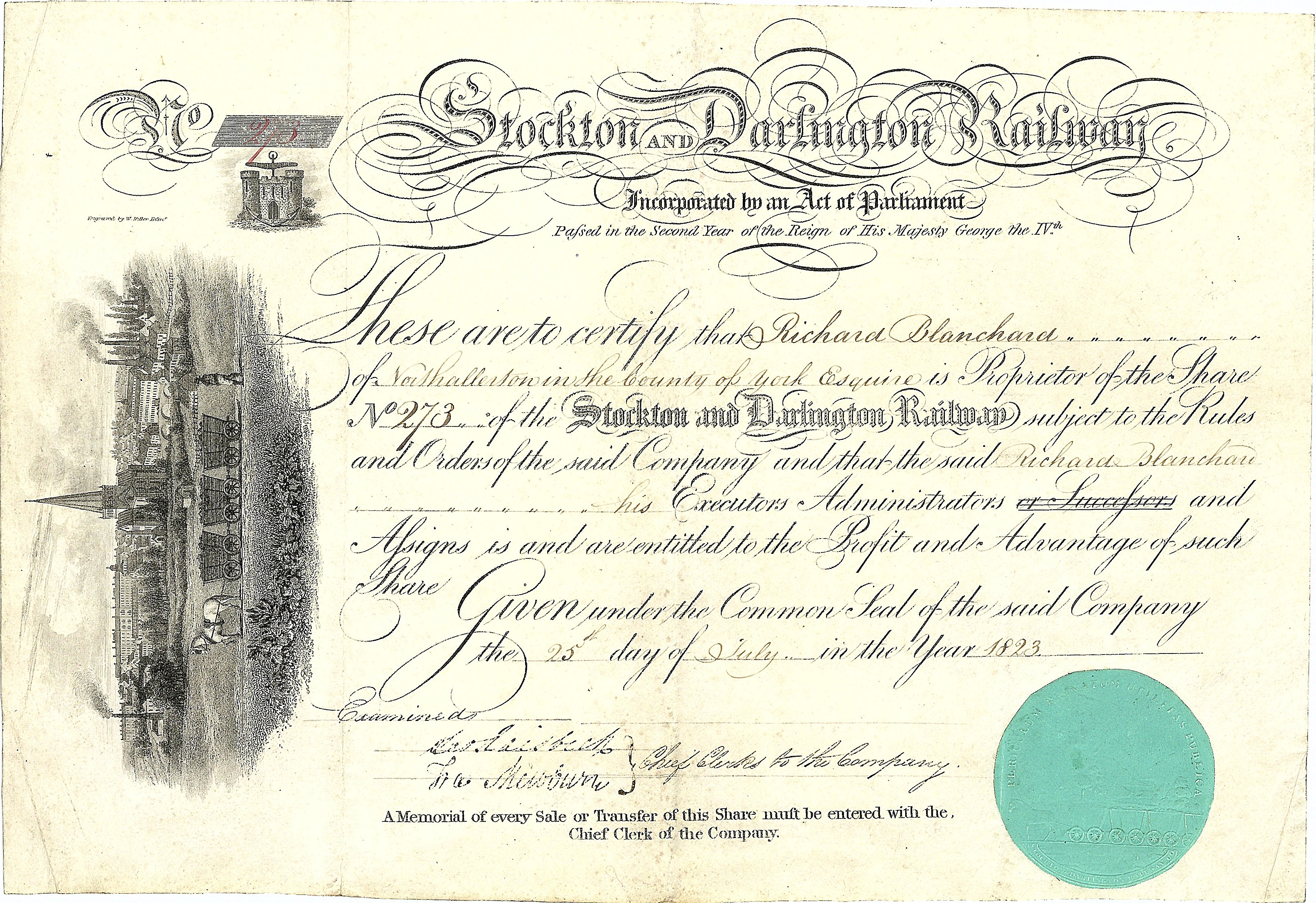
Aktie der Stockton and Darlington Railway Company, gedruckt auf Pergament, ausgegeben am 25. Juli 1823. Eine von nur drei in Privatbesitz befindlichen Gründeraktien der ersten Eisenbahngesellschaft der Welt, die eine mit Dampfkraft betriebene Lokomotive nutzte. Da zur Zeit der Gründung der Gesellschaft noch keine Dampflokomotive zur Verfügung stand, ist auf der Vignette noch der Transport mit einer Pferdeeisenbahn dargestellt.

## Leben
Robert Stephenson, dessen Mutter und Schwester früh verstorben waren, wuchs allein zusammen mit seinem Vater auf, der ihm die Erziehung und Ausbildung zukommen ließ, an der es ihm selbst gemangelt hatte. George Stephenson war darauf bedacht, seinem Sohn einen möglichst guten Start ins Leben zu ermöglichen; dieser zeigte großes Interesse an der Arbeit des Vaters. Nach dem Besuch der privaten Bruce Academy in Newcastle upon Tyne, der Lehrzeit bei Nicolas Wood (Direktor der Killingsworth-Zeche) und einem Semester an der Universität Edinburgh arbeitete Robert Stephenson zusammen mit seinem Vater an Eisenbahnprojekten.
Das erste dieser Projekte war ab 1821 die Stockton and Darlington Railway. Vater und Sohn gründeten 1823 zusammen mit Edward Pease und Michael Longridge (Eigentümer der Bedlington Eisenwerke) ein Unternehmen, um Dampflokomotiven zu bauen; die Firma Robert Stephenson and Company existierte fast 120 Jahre, das ursprüngliche Fabrikgebäude an der Forth Street in Newcastle existiert noch heute. Mit seiner Lokomotive The Rocket gewann Robert Stephenson das legendäre Rennen von Rainhill. Nach diesem Erfolg lieferte das Unternehmen weitere Lokomotiven für die Liverpool and Manchester Railway und andere Bahnlinien.
1833 wurde Robert Stephenson zum Chefingenieur der London and Birmingham Railway ernannt, die nach ihrer Fertigstellung 1838 die erste Eisenbahnlinie Londons war. Die Bahnstrecke (aus der später die West Coast Main Line wurde) stellte Stephenson vor einige ingenieurtechnische Herausforderungen, insbesondere den Kilsby-Tunnel. Die frühen Lokmodelle konnten die Steigung zwischen dem Bahnhof Euston und Chalk Farm nicht aus eigener Kraft bewältigen und mussten deshalb an Ketten hochgezogen werden. Das Gebäude für die stationäre Dampfmaschine steht noch heute, befindet sich beim Roundhouse und dient als Kulturzentrum.
Robert Stephenson behielt zwar sein Interesse am Lokomotivbau, begann sich jedoch bald auf den Brückenbau zu spezialisieren. Zu seinen berühmtesten Bauten gehören die Conwy Railway Bridge bei Conwy, die High Level Bridge in Newcastle, die Britannia Bridge über die Menai Strait und die Pont Victoria über den Sankt-Lorenz-Strom bei Montreal. Einer der wenigen Rückschläge war der Eisenbahnunfall auf der Dee-Brücke bei Chester, der durch den Einsturz einer von ihm konstruierten Brücke am 24. Mai 1847 verursacht wurde. Stephenson war schon vor dem Unfall, der fünf Todesopfer forderte, scharf kritisiert worden, insbesondere wegen des Einsatzes von mangelhaftem Baumaterial.
Robert Stephenson war ein international gefragter Experte für Eisenbahnfragen. Beispielsweise beriet er den mit ihm befreundeten französischen Ingenieur Paulin Talabot in den Jahren 1837 bis 1840 beim Bau der Chemins de fer du Gard von Beaucaire nach Alès, bereiste Spanien um beim Bau der Eisenbahn von der Biskaya nach Madrid zu beraten und besuchte die Eisenbahn Orléans–Tours. Er wurde 1846 auf Wunsch von Prosper Enfantin zusammen mit Talabot und Alois Negrelli Mitglied in der Société d’Études du Canal de Suez. 1849 wurde er in die American Academy of Arts and Sciences gewählt. Im Herbst 1850 bereiste er im Auftrag des Schweizer Bundesrates die Schweiz, um für das geplante Eisenbahnnetz eine Linienexpertise und ein finanzielles Gutachten zu erstellen sowie allgemeine Ratschläge zu erteilen.
Er baute von 1851 bis 1853 die Eisenbahn von Alexandria nach Kairo, die 1858 bis nach Sues verlängert wurde.
Seit 1849 war er Mitglied der Royal Society. 1855 wurde er zum Ehrenmitglied der Royal Society of Edinburgh gewählt.
Von 1847 bis zu seinem Tod war Stephenson, der mit Isambard Kingdom Brunel befreundet war, Parlamentsabgeordneter des Wahlbezirks Whitby; er gehörte der Conservative Party an. Er lehnte den ihm angebotenen Adelstitel für seine Verdienste ab. Nach seinem Tod wurde er in der Westminster Abbey in London beigesetzt und erhielt 1879 am Bahnhof Torino Porta Nuova in Turin zusammen mit seinem Vater ein Denkmal. Seit 1986 würdigt das Stephenson Railway Museum in North Shields die Leistungen von George und Robert Stephenson.

„Wie in Deutschland, nachdem Humboldt heimgegangen, Karl Ritter ihm bald ins Jenseits nachfolgte, so ist in England Robert Stephenson sehr kurze Zeit nach seinem beruhmten Fachgenossen Brunel aus dieser Welt geschieden. Beide hatten, abgesehen von ihrer Begabung, das mit einander gemein, daß sie die Söhne ausgezeichneter Väter waren, die in demselben Fache wie sie gearbeitet hatten. Wenn es ein Verdienst ist, das Reisen zu erleichtern, dadurch den Verkehr zwischen den Nationen zu fördern, den allgemeinen Wohlstand zu mehren und dem Fortschritte der Gesittung Vorschub zu leisten, so haben die Herren Brunel und Stephenson sich um die Menschheit verdient gemacht und Anrecht auf einen frischen Lorberkranz erworben […] Stephenson starb am 12. d. früh. Das Uebel, dem er erlag und das ihn schon seit etwa zwei Jahren heimgesucht hatte, war ein Leberleiden. Sein Tod wird von dem großen Kreise seiner Freunde wohl noch bitterer empfunden werden, als von seinen Berufsgenossen; denn er war nach Allem, was man über ihn vernimmt, in noch höherem Grade ein guter Mensch, als ein großer Ingenieur. Er verausgabte zu wohlthätigen Zwecken jährlich Tausende von Pfund Sterling, ohne daß die Welt etwas davon erfuhr. Namentlich that er viel für die Kinder alter Freunde, die ihm in seiner Jugend Wohlwollen erwiesen hatten. Er schickte sie auf die besten Schulen und stattete sie reichlich mit den erforderlichen Geldmitteln aus. Seine Schüler beteten ihn förmlich an und er wußte sich durch sein wohlwollendes, offenes freies Wesen die Zuneigung Aller, mit denen er in nähere Berührung kam, zu erwerben.“